# Evangelische Kirche (Albshausen/Solms)

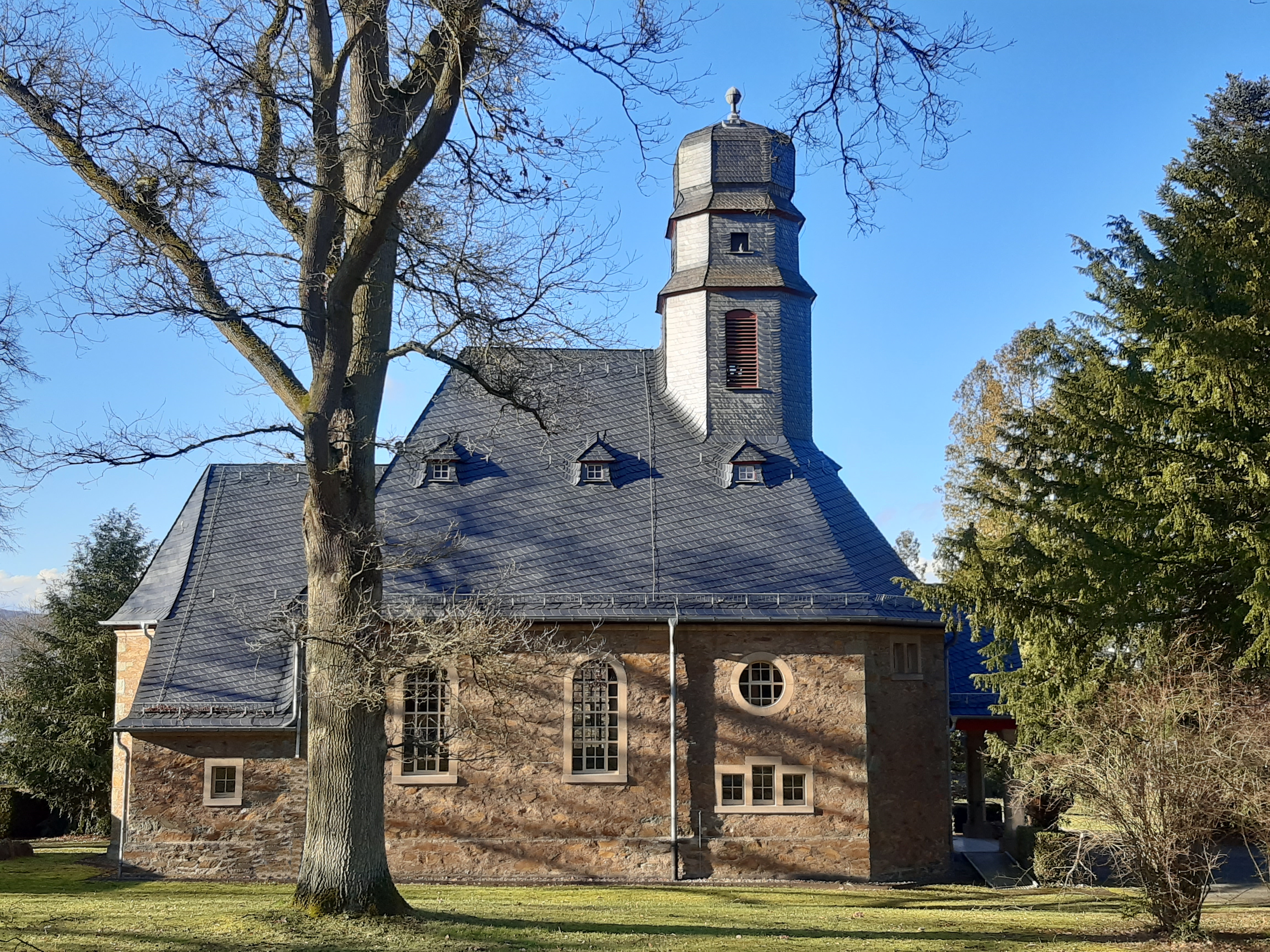
Kirche von Süden

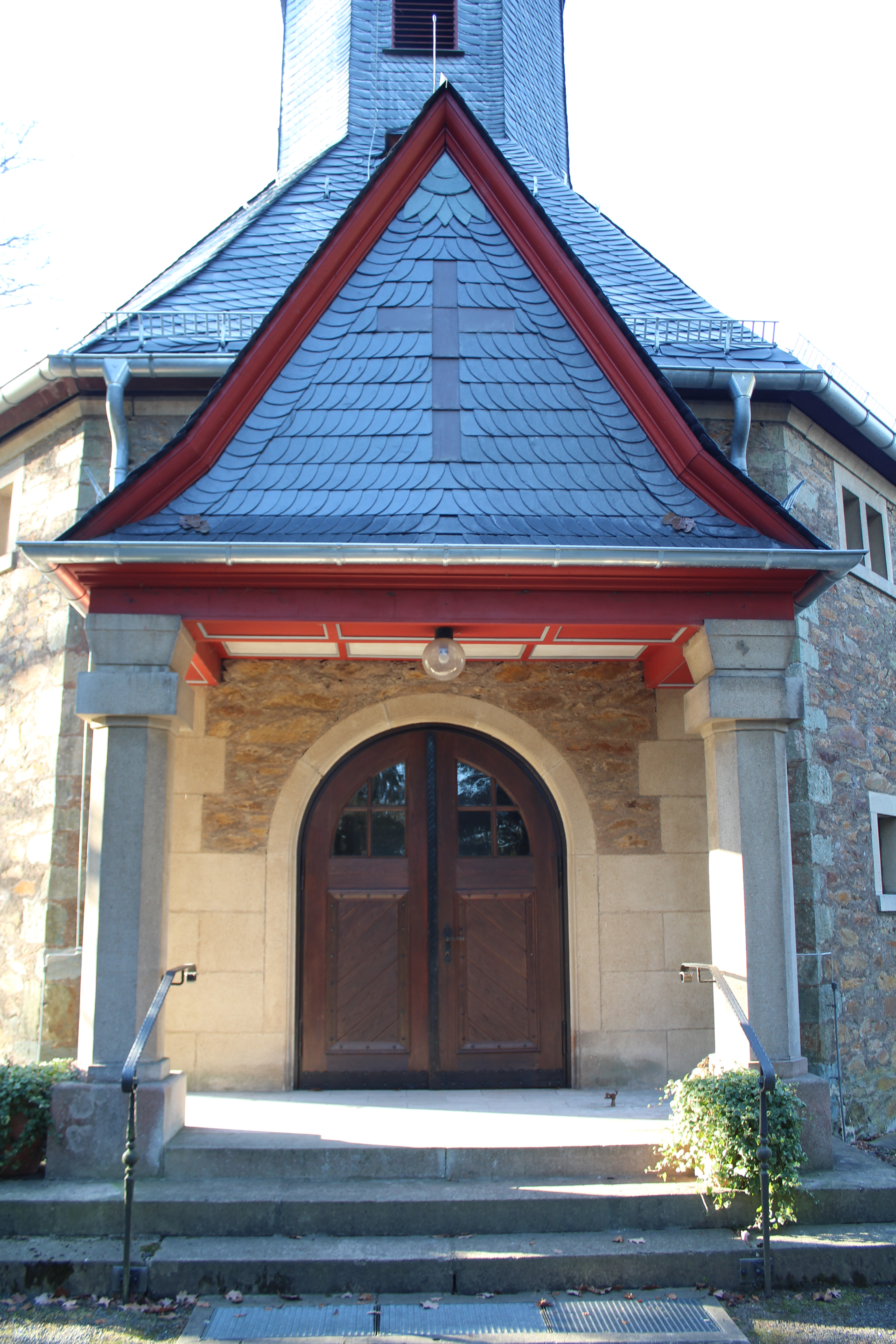
Osteingang

Die Evangelische Kirche in Albshausen in der Stadt Solms im Lahn-Dill-Kreis (Hessen) ist eine denkmalgeschützte Saalkirche. Sie ist aus geschichtlichen und künstlerischen Gründen Kulturdenkmal. Die Kirche wurde 1923–1930 nach einem Entwurf von Ludwig Hofmann im Stil des barockisierenden Historismus erbaut. Sie besteht aus einem Kirchenschiff mit Walmdach, dem im Osten ein Dachreiter mit Zwiebelhaube aufgesetzt ist, einem polygonalen Westchor und einem verschieferten Vorbau für den Eingangsbereich im Osten, der von zwei Säulen flankiert wird.

## Geschichte
Im Mittelalter bildeten Niederbiel als Filial- und Oberbiel als Mutterkirche ein gemeinsames Kirchspiel. Albshausen und Steindorf wurden zu einem unbekannten Zeitpunkt nach dem Sendort Oberbiel eingepfarrt.  Albshausen war im Mittelalter dem Archipresbyterat Wetzlar im Archidiakonat St. Lubentius Dietkirchen in der Erzdiözese Trier zugeordnet.
Mit Einführung der Reformation um 1549 unter Heiderich Tillenburg, Pfarrer aus Oberbiel, wechselte die Kirchengemeinde zum evangelischen Bekenntnis. Während des Dreißigjährigen Krieges wurde die Gemeinde im Jahr 1626 unter den Spaniern für einige Jahre katholisch, bis unter den Schweden 1632 die Rückkehr zum Protestantismus erfolgte. Am 27. Mai 1838 trat die Kirchengemeinde der Unierten Kirche bei. Bis 1774 wurden die Verstorbenen aus Albshausen in Oberbiel beigesetzt. Erst dann erhielt Albshausen das Bestattungsrecht und legte einen eigenen Friedhof an. 1929 richtete Albshausen einen neuen Friedhof ein und nahm dort noch vor dem Kirchenneubau die ersten Bestattungen vor.
Der heutige Kirchenbau wurde durch die Stiftung von Peter Friedrich Hormel ermöglicht, der in Albshausen aufgewachsen und dann nach Amerika ausgewandert war. Die Inflation verzögerte jedoch die Fertigstellung, die nur aufgrund reduzierter Pläne gelang. So verzichtete man auf einen massiven Kirchturm zugunsten eines Dachreiters. Die kommunale Gemeinde schenkt im Herbst 1923 der Kirchengemeinde das Baugrundstück. Dennoch  mussten die Bauarbeiten aufgrund der wirtschaftspolitischen Lage für mehrere Jahre unterbrochen werden. Während Hormel 1927 ein weiteres Mal Albshausen besuchte und am liebsten die Bauruine abgerissen hätte, bemühte sich der Gemeindevorsteher Peter Dietrich um neue Finanzierungsmöglichkeiten. Am 22. April 1928 wurde ein Kirchenbauverein gegründet. Erst das dritte Gesuch des Presbyteriums an das Konsistorium der Rheinprovinz  in Koblenz war erfolgreich: Das Konsistorium bewilligte eine  Zuschuss von 5000 Reichsmark und der Ev. Oberkirchenrat 4000 RM. Baurat Ludwig Hofmann übernahm die Leitung des Baus. Im August 1930 wurde eine Urkunde im Altar eingemauert. Die Einweihung erfolgte am 12. Oktober 1930.
Am 1. April 1932 wurde das Kirchspiel Oberbiel aufgelöst. Doch blieb die pfarramtliche Verbindung von Albshausen und Steindorf mit Oberbiel zunächst noch bestehen. Am 1. Juli 1954 wurden die Kirchengemeinden Albshausen und Steindorf zu einer eigenständigen Pfarrei erhoben. Als erster Pfarrer wurde 1955 Peter Schumacher eingesetzt.
Ein Pfarrhaus wurde am 6. Juli 1958 eingeweiht und ein Gemeindehaus nach einem Jahr Bauzeit am 7. September 1975 fertiggestellt. Zum 50-jährigen Jubiläum folgte 1979/1980 eine umfassende Kirchenrenovierung, die einen neuen Anstrich der Innenwände, Decke, Emporen und Kirchenbänke, eine neue Elektroinstallation, eine Drainage des Mauerwerkfundaments und eine größere Regenrinnenanlage umfasste.
Die pfarramtlich verbundenen evangelisch-reformierten Kirchengemeinden Albshausen und Steindorf gehörten bis Ende 2018 zum Kirchenkreis Braunfels, der 2019 in den Evangelischen Kirchenkreis an Lahn und Dill in der Evangelischen Kirche im Rheinland aufging.

## Architektur

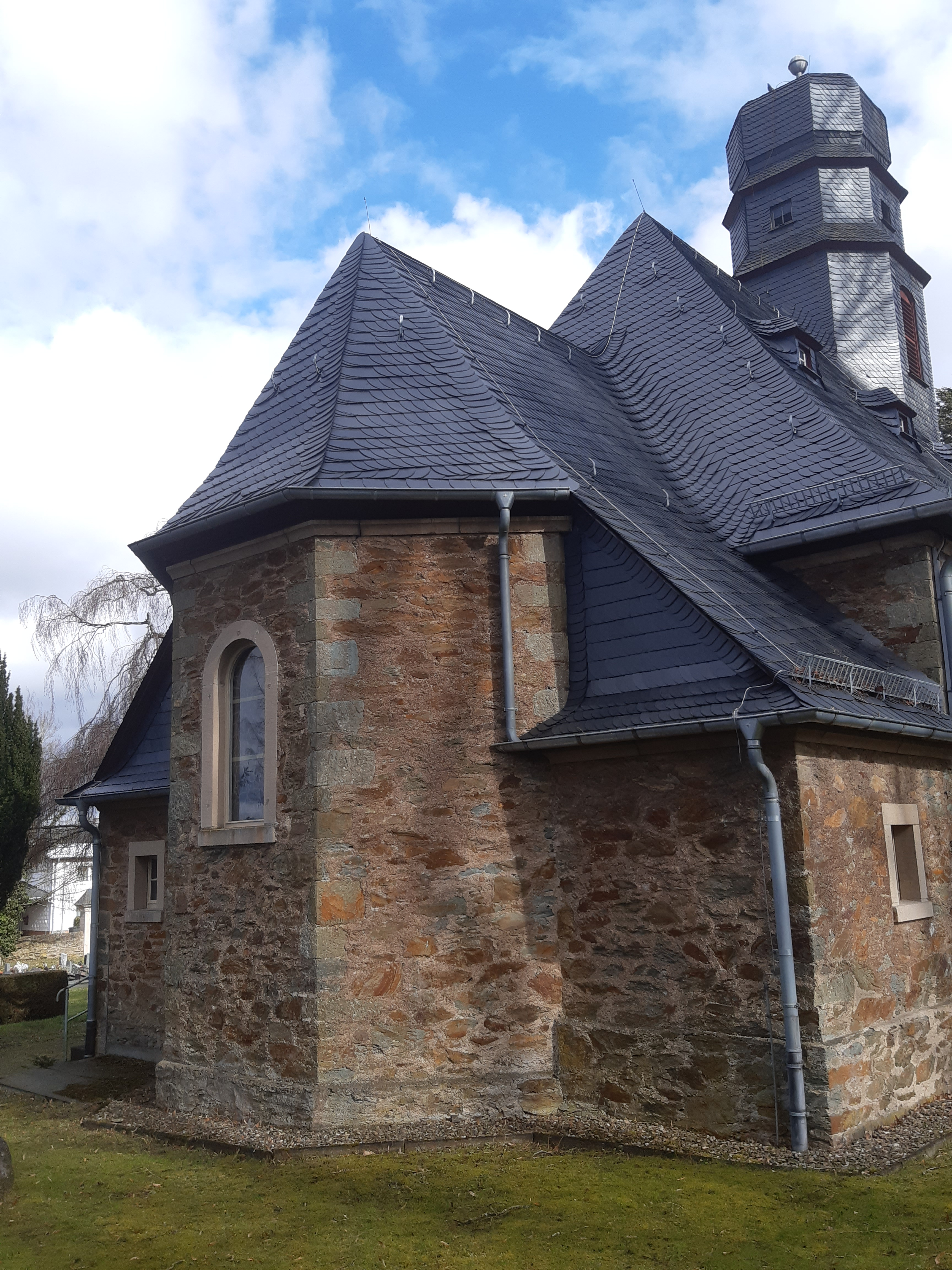
Chor mit Sakristei

Die Saalkirche ist nicht geostet, sondern nach Südwesten ausgerichtet. Sie wurde am südlichen Ortsrand aus unverputztem Bruchsteinmauerwerk mit Eckquaderung über einem Sockel errichtet. Die Ecken des Kirchenschiffs sind im Osten abgeschrägt. Dem großen Walmdach sind an jeder Seite drei kleine Dachgauben mit Dreiecksgiebeln aufgesetzt. Das Gotteshaus wird durch ein rundbogiges Ostportal unter einem verschieferten Vorbau erschlossen, der von zwei achtseitigen Säulen aus Kunststein getragen wird. Das Schiff wird an den Langseiten durch je zwei große Rundbogenfenster und östlich durch ein niedriges Drillingsfenster belichtet, über dem ein kleines Rundfenster eingelassen ist. Der Chor ist gegenüber dem Schiff niedriger und eingezogen. Er hat nur ein kleines Rundbogenfenster im Westen. Im Süden des Chors schließt sich die kleine Sakristei mit einem kleinen quadratischen Fenster im Süden unter einem Schleppdach an. Die Glasmalereianstalt Ferdinand Müller fertigte das Bleiglasfenster im Chor, das den Auferstandenen zeigt. Die übrigen Fenster weisen Sprossengliederung auf. Der achtseitige Dachreiter mit Zwiebelhaube beherbergt ein Dreiergeläut.

## Ausstattung

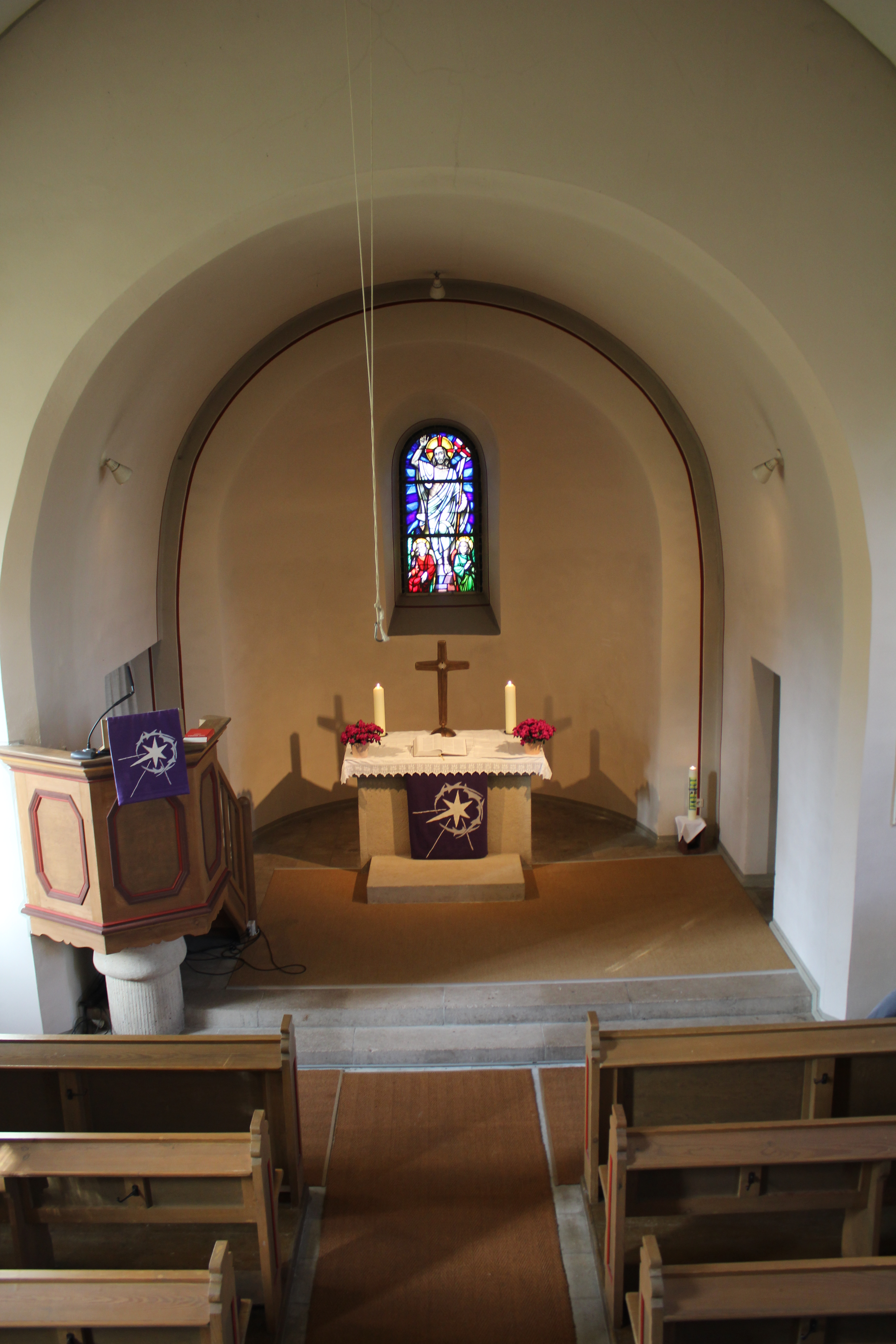
Blick in den Chorraum

Das Kircheninnere wird von einer Holztonne überwölbt. Die schlichte Kirchenausstattung ist weitgehend bauzeitlich. Im Osten ist eine holzsichtige Empore eingebaut, die auch als Aufstellungsort für die Orgel dient. Vier gegliederte Pfosten, deren Mittelstück gerundet ist, beziehen die Empore ein und reichen bis zur Decke, um den Dachreiter zu stützen. Die Pfosten unter der Empore haben Kopfbänder und die Brüstungsfelder querrechteckige Füllungen mit rot abgesetzten Profilen.
Ein Rundbogen öffnet den um zwei Stufen erhöhten Chor zum Schiff. Der massiv aufgemauerte Blockaltar hat eine überstehende Mensaplatte aus Stein. Die polygonale hölzerne Kanzel am südlichen Bogen weist in den Kanzelfeldern achteckige Füllungen auf und schließt oben mit einem profilierten Kranzgesims ab. Das holzsichtige bauzeitliche Kirchengestühl mit roten Profilen lässt einen Mittelgang frei.

## Orgel

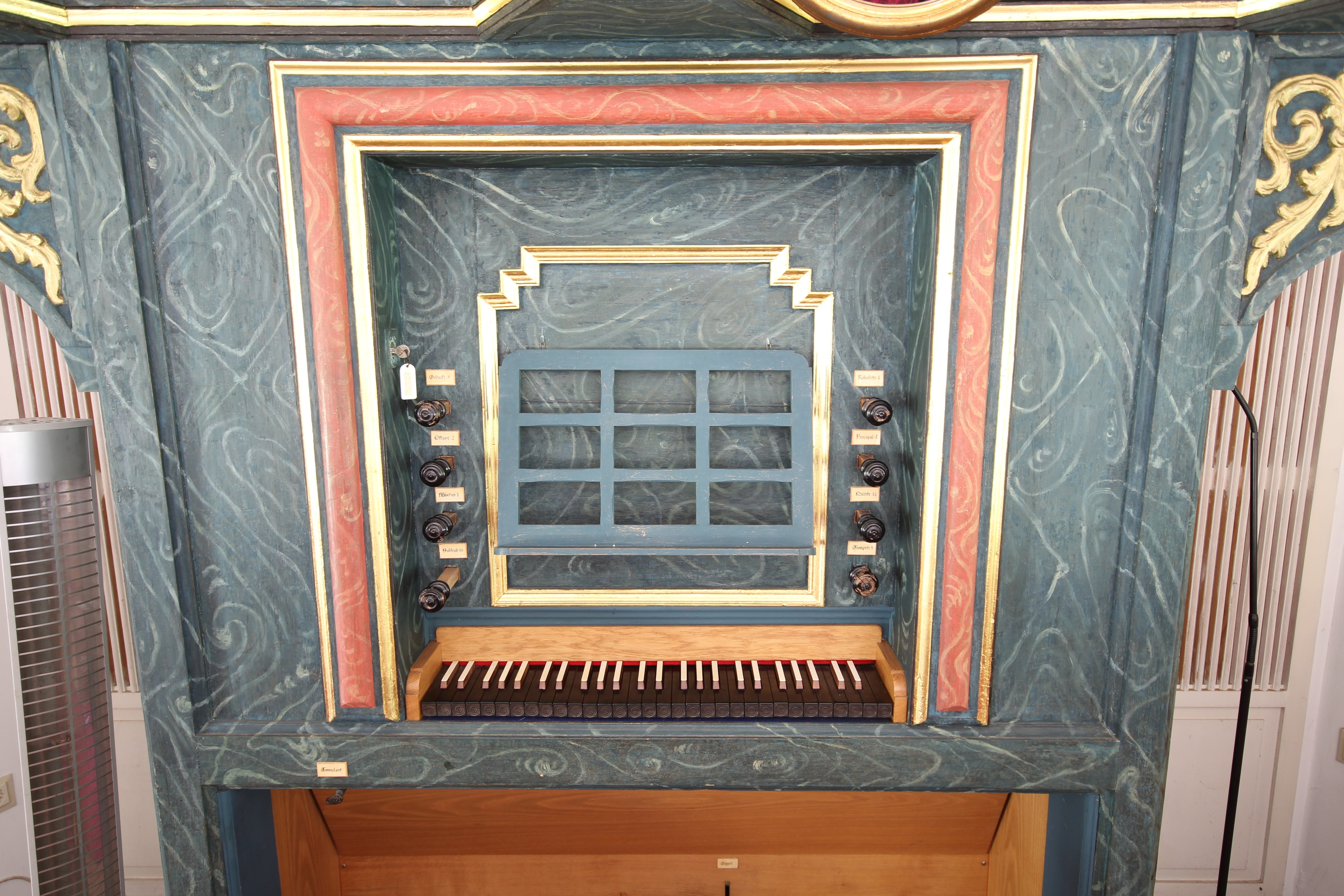
Spieltisch

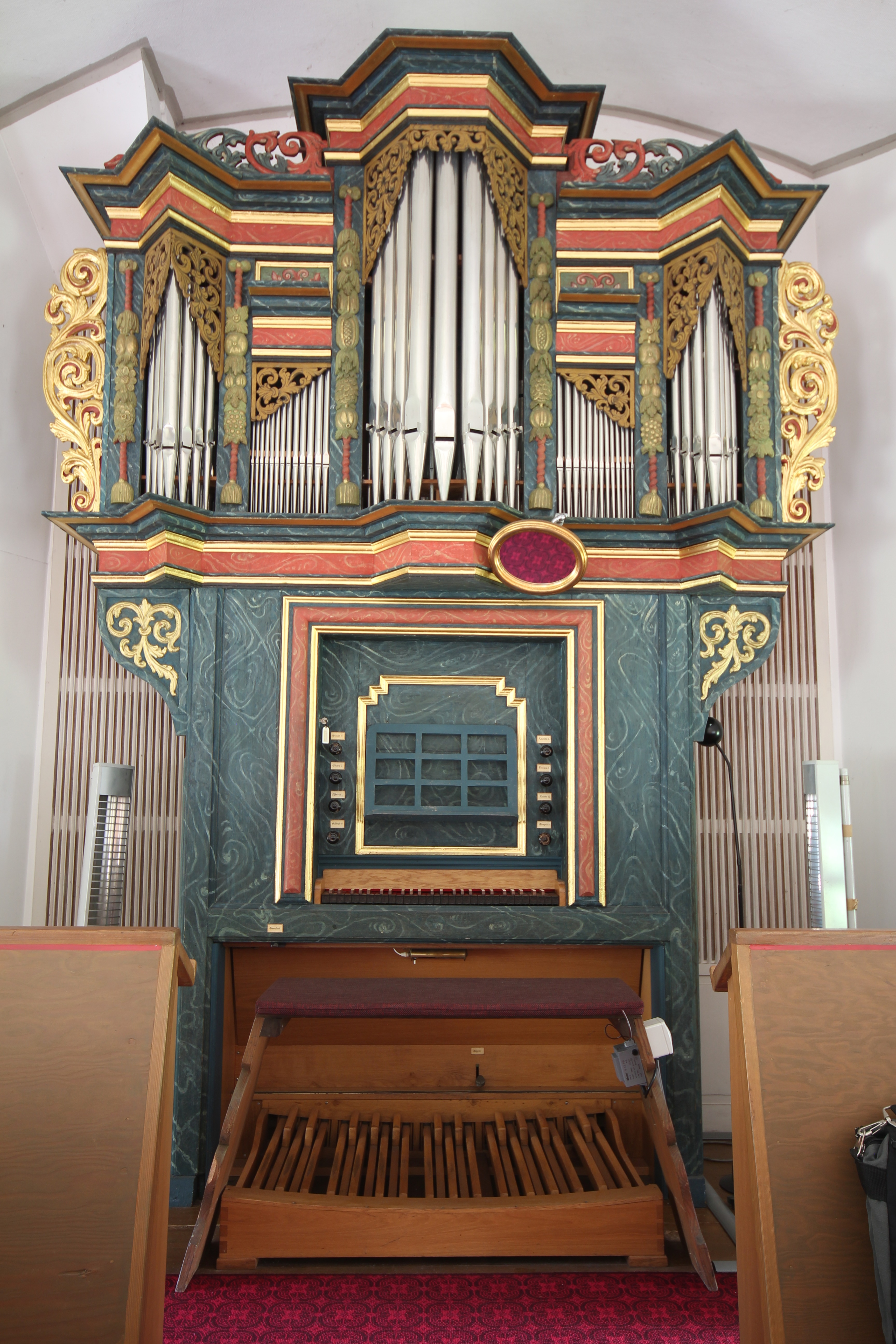
Orgel mit barockem Prospekt

Die Orgel wurde ursprünglich für Schöffengrund-Niederwetz wohl von Dreuth gebaut, wo sie bis 1952 ihren Dienst versah. Im Jahr 1954 wurde sie von der Firma Walcker notdürftig mit minderwertigen Materialien wiederhergestellt. Zunächst wurde sie im Gemeindesaal der Frankfurter Lutherkirche aufgestellt, nachdem sie zuvor von der Firma als nicht restaurierungswürdig eingeschätzt worden war. Die Rheinische Kirche erwirkte auf dem Rechtsweg, dass die Orgel zum Preis der damaligen Inzahlungnahme von 6000 DM der Rheinischen Landeskirche wieder zurückgegeben werden musste. Die Landeskirche genehmigte der Kirchengemeinde Albshausen den Kauf dieser Orgel, nachdem bis dahin 25 Jahre ein Harmonium zur Begleitung des Gemeindegesangs gedient hatte. Im September 1955 erfolgte der Abbau in Frankfurt und im Oktober der Aufbau des Instruments in Albshausen, am 6. November 1955 die Einweihung und am 20. April die Orgelabnahme. Der noch in Niederwetz einsetzbare Subbass 16′ war nicht mehr vorhanden und das Pedal nur noch angehängt. Einige Jahre nach der Translozierung traten die Mängel immer deutlicher zutage, sodass der Orgelbauer Günter Hardt im Jahr 1969 eine Sanierung vornahm. 1973 war eine neue Windversorgung erforderlich. Aufgrund der Renovierungen von Pfarrhaus und Kirche erfolgte eine umfassende Orgelrenovierung erst ab Frühjahr 1980, als die Orgel ausgelagert wurde. Kirchenmaler Karl-Bernd Beierlein legte die originale Fassung wieder frei, die in den 1950er Jahren grob überstrichen worden war.
Hinter dem historischen Prospekt baute Günther Hardt 1982 ein neues Manualwerk mit der alten Disposition von sechs Registern. Die alten Windladen blieben erhalten und wurden in den Neubau einbezogen. Das neue Pedalwerk umfasst zwei Register.
Der Prospekt in polychromer ländlich-barocker Fassung in marmoriertem Ultramarin, Zinnoberrot und Gold wird durch sechs Lisenen mit Kordeln und Fruchtgehängen gegliedert. Der überhöhte trapezförmige Mittelturm wird von zwei niedrigen Flachfeldern flankiert, die zu zwei Spitztürmen vermitteln. Die seitlichen Blindflügel aus durchbrochenem Akanthuswerk mit Rocaillen und die Ornamente auf den geschweiften Konsolen sind vergoldet. Die oberen und unteren Kranzgesimse zeigen hohe rote Friese mit Goldbändern. An den Blendblättern finden sich feine stilisierte Lilienmotive. Die Disposition lautet wie folgt:
| I Manual C–f3 |           |       |
| 1.            | Gedackt   | 8′    |
| 2.            | Prinzipal | 4′    |
| 3.            | Flöte     | 4′    |
| 4.            | Oktave    | 2′    |
| 5.            | Quinte    | 1 ⁄3′ |
| 6.            | Mixtur    | 1′    |
|               | Tremulant |       |

| Pedal C–d1 |          |     |
| 7.         | Subbass  | 16′ |
| 8.         | Trompete | 8′  |

- Koppeln: I/P

## Geläut
Im Zuge des Neubaus goss Friedrich Wilhelm Rincker 1930 die kleine Bronzeglocke mit Zopfkrone (e2). Als Ersatz für die im Zweiten Weltkrieg abgelieferten Glocken goss der Bochumer Verein 1952 zwei Glocken aus Gussstahl in Untermollsextrippe (h1 und d2). Die drei Glocken erklingen auf dem Te-Deum-Motiv.
| Nr. | Gussjahr | Gießer, Gussort         | Durchmesser (mm) | Masse (kg) | Schlagton | Inschrift                                                                              | Bild |
| --- | -------- | ----------------------- | ---------------- | ---------- | --------- | -------------------------------------------------------------------------------------- | ---- |
| 1   | 1952     | Bochumer Verein, Bochum | 940              | 370        | h1        | „Selig sind die Toten, die in dem Herrn sterben! Offb 14,13 “                          |      |
| 2   | 1952     | Bochumer Verein, Bochum | 790              | 215        | d2        | „O Land, Land, höre des Herrn Wort! Jer 22,29 “                                        |      |
| 3   | 1930     | Rincker, Sinn           | 650              | 162        | e2        | „Himmel und Erde werden vergehen, aber meine Worte werden nicht vergehen! Offb 14,13 “ |      |